# Rosa Romero Sánchez
Rosa Romero Sánchez (Ciudad Real, 14 de febrer de 1970) és una política espanyola, membre del Partit Popular. Va ser alcaldessa de Ciudad Real entre els anys 2007 i 2015.

## Biografia
Nascuda a Ciudad Real el 14 de febrer de 1970, està casada i té dos fills. Llicenciada en Ciències Polítiques i Sociologia per la Universitat Complutense de Madrid. Professionalment, entre 1996 i 1999 va ser tècnica i gerent del Centre Assessor de la Dona de Ciudad Real i Casa d'Acollida de Dones Maltractades.

### Trajectòria política
Afiliada al Partit Popular el 1994, va entrar com a regidora de Benestar Social l'Ajuntament de Ciudad Real el 1995, càrrec que va combinar amb la seva tasca de gerent i la presidència del Patronat Municipal de Minusvàlids de la ciutat fins 1999, a més de tinenta d'alcalde i portaveu del Govern (1995-2002). Va fer el salt a la política nacional el 2000, exercí de diputada al Congrés dels Diputats (2000-2003) i secretaria executiva nacional de política municipal del PP (2002-2004), i alhora també entrà a la política regional com a secretària de la secció del Partit Popular a Castella-La Manxa (2002-2004), portaveu del PP a les Corts regionals i senadora autonòmica designada (2003-2006).
El 2004 va ser elegida presidenta del PP de Ciudad Real. Entre 2007 i 2015 va ser alcaldessa de Ciudad Real, i des de 2011 diputada per Ciudad Real al Congrés dels Diputats, càrrec que revalidà el 2015. De juny a desembre de 2011 també va ser diputada regional a les Corts de Castella-La Manxa, on presidí la Comissió d'Assumptes Socials. El 2015 va perdre l'alcaldia i va passar a l'oposició, que encapçalà fins a gener de 2016, moment en què va abandonar el consistori al ser nomenada vicepresidenta quarta de la mesa del Congrés, en substitució de Celia Villalobos.
A la XII legislatura, presidida per Mariano Rajoy, va ser vicepresidenta tercera del Congrés i vocal de la Diputació Permanent, entre altres càrrecs. El 2019 va ser elegida presidenta de la Comissió de Sanitat, Consum i Benestar Social del Congrés.